# Péché de jeunesse (film, 1958)
Pour plus de détails, voir Fiche technique et Distribution.
Péché de jeunesse est un film français réalisé en 1958 par Louis Duchesne et sorti en 1959.

## Synopsis
Paul a deux femmes dans sa vie,  Mathilde, sa mère possessive et Catherine, la femme qu'il aime. Un jour Mathilde apprend que Catherine est enceinte de son fils et ne peut l'accepter.

## Fiche technique
- Titre : Péché de jeunesse
- Réalisation : Louis Duchesne
- Assistant réalisateur : Louis Soulanes
- Scénario : Michel Audiard
- Dialogues : Michel Audiard
- Script-girl : Annie Dubouillon
- Décors : Sydney Bettex
- Directeur de la photographie : Paul Cotteret
- Cameraman : Guy Suzuki
- Musique : Henri Crolla et André Hodeir
- Maquillage : Billie Bonnard
- Société de production : Films René Thévenet, Contact Organisation
- Producteur : 	René Thévenet
- Régisseur général : Maurice Touati
- Société de distribution : Comptoir Français du Film (CFF)
- Pays :  France
- Langue : français
- Genre : Comédie dramatique
- Durée :  79 minutes
- Format :  noir et blanc et Son mono
- Date de sortie : 
  - France : 17 juin 1959

## Distribution
- Madeleine Robinson : Mathilde Belin
- Agnès Laurent : Catherine
- René Dary : Léon Berthier, l'oncle
- Françoise Alban : Charlotte Bertier, la tante
- Marcelle Arnold : Mme Rapuc, la patissière
- Georges Baconnet : L' "oncle" de Mlle Bourdin
- Luce Fabiole : La pensionnaire veuve
- Camille Guérini : Le curé
- Liliane Maigné : Mlle Bourdin
- Maurice Sarfati : René Perrin
- Robert Vattier : Monsieur Chale, un pensionnaire
- Tania Soucault : La bonne de l'hôtel
- Gil Vidal : Paul Belin
- Michèle Dimitri : Éveline
- Jean Dunot : Le portier de l'hôtel
- Evelyne Ker : Germaine, la bonne
- Albert Michel : Le premier joueur de billard
- Pierre Ferval : Un joueur de billard
- Georgette Peyron
- Charles Bayard
- Robert Blome